# Hans-Jürgen Beineke
Hans-Jürgen Beineke (* 18. August 1932 in Wiederstein; † 1. Oktober 2006) war ein deutscher Rechtsanwalt, Kommunalpolitiker und ehrenamtlicher Landrat (CDU).

## Leben und Beruf
Nach dem Schulbesuch studierte er Rechtswissenschaften an den Universitäten Marburg und Köln. Das erste juristische Staatsexamen legte er 1958 und das zweite 1962 ab. Er war als selbstständiger Rechtsanwalt und Notar tätig. Beineke war verheiratet und hatte drei Kinder.
Beineke engagierte sich in der Jungen Union und fand hierüber den Weg in die Kommunalpolitik. Mitglied des Kreistages des Kreises Siegen war er von 1964 bis zur Gebietsreform am 31. Dezember 1974. Dem Kreistag des neugebildeten Kreises Siegen-Wittgenstein gehörte er von 1975 bis 1999 an. Hier wurde er 1979 stellvertretender Landrat, zuvor war er bereits seit 1969 Vorsitzender der CDU-Kreistagsfraktion. Vom 18. März 1983 bis zum 19. Oktober 1984 war Beineke Landrat des Kreises. Er hatte das Amt nach dem Tod seines Vorgängers Hermann Schmidt übernommen und war zwischen Oktober 1984 und Ende 1994 wieder stellvertretender Landrat.

## Ehrungen
Am 15. März 1989 wurde Beineke das Bundesverdienstkreuz am Bande verliehen.